# General Urquiza (subte de Buenos Aires)
General Urquiza es una estación de la línea E de la red de subterráneos de la Ciudad de Buenos Aires. Se encuentra ubicada debajo de la intersección la Avenida San Juan y la calle General Urquiza, en el barrio de San Cristóbal.
La estación fue construida por la compañía española CHADOPyF e inaugurada el 20 de junio de 1944 como una de las terminales del trayecto original de la línea E, entre General Urquiza y la estación Constitución. Posteriormente dejó de serlo con la extensión provisional a Boedo el 16 de diciembre del mismo año. En 1997 fue declarada monumento histórico nacional.

## Decoración
Como es característico de las estaciones ubicadas en la sección original de la línea E que partía de la estación Constitución, General Urquiza posee un par de murales temáticos ubicados en sus andenes, instalados por su constructora, la CHADOPyF. En este caso fueron basados en bocetos de 1939 de Leónie Matthis de Villar, sobre originales del Palacio San José de Juan M. Blanes; y realizados por Cattaneo y Compañía, y homenajean a Justo José de Urquiza. El que se encuentra en el andén con dirección a Plaza de los Virreyes fue titulado San José, Batalla de Caseros, El Cabildo de Santa Fé, y el que se colocó en el andén con dirección a Bolívar se llama Entrada triunfal del General Urquiza en Buenos Aires, 19 de febrero de 1852.
En 2015 la estación se intervino con diseños del artista Emilio Fatuzzo.

## Hitos urbanos
Se encuentran en las cercanías de esta:
- Autopista 25 de Mayo
- Plaza Martín Fierro
  - Calesita de la Plaza Martín Fierro
- Hospital Francés
- Biblioteca Popular Juana Manso
- Espacio Cultural Julián Centeya
- Jardín de Infantes Maestro Escultor Francisco Reyes
- Escuela Normal Superior N.º 8 Pte. Julio Argentino Roca
- Escuela de Educación Especial N.º 9 Dr. Luis Rafael Mac Kay
- Centro de Actividades Infantiles y Juveniles Club San Cristóbal

## Imágenes

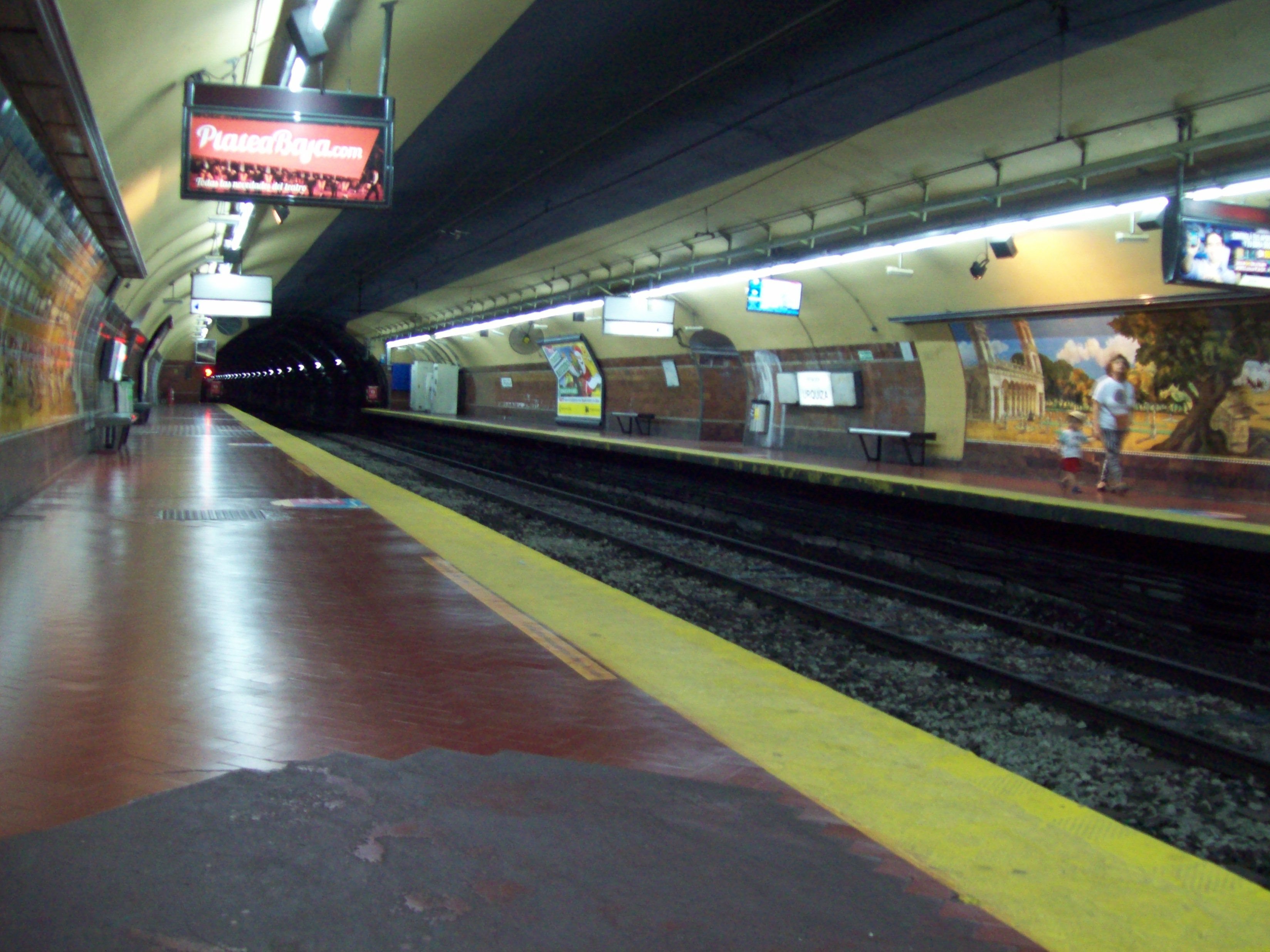
Andenes de la estación
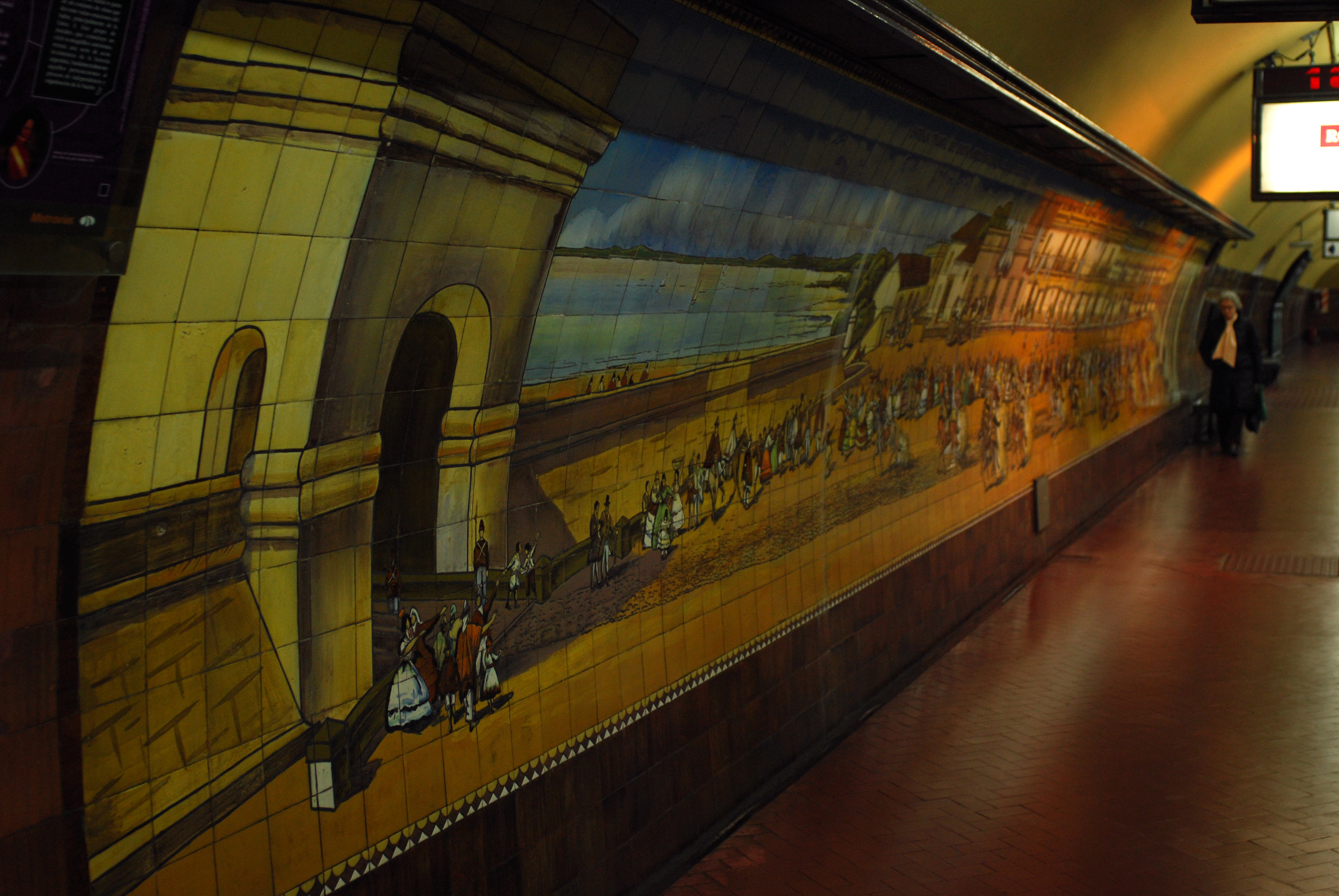
Mural en la estación
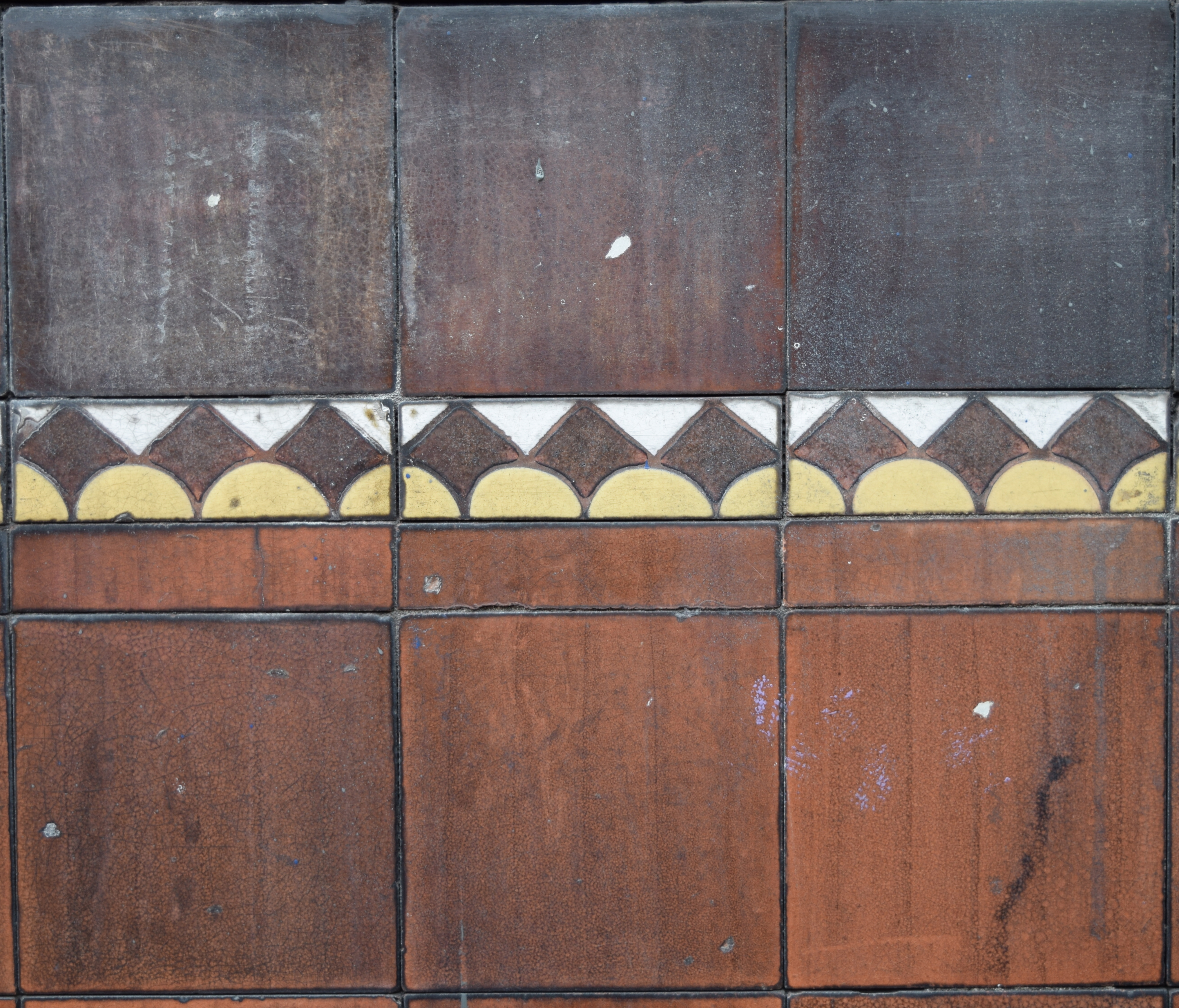
Alicatado
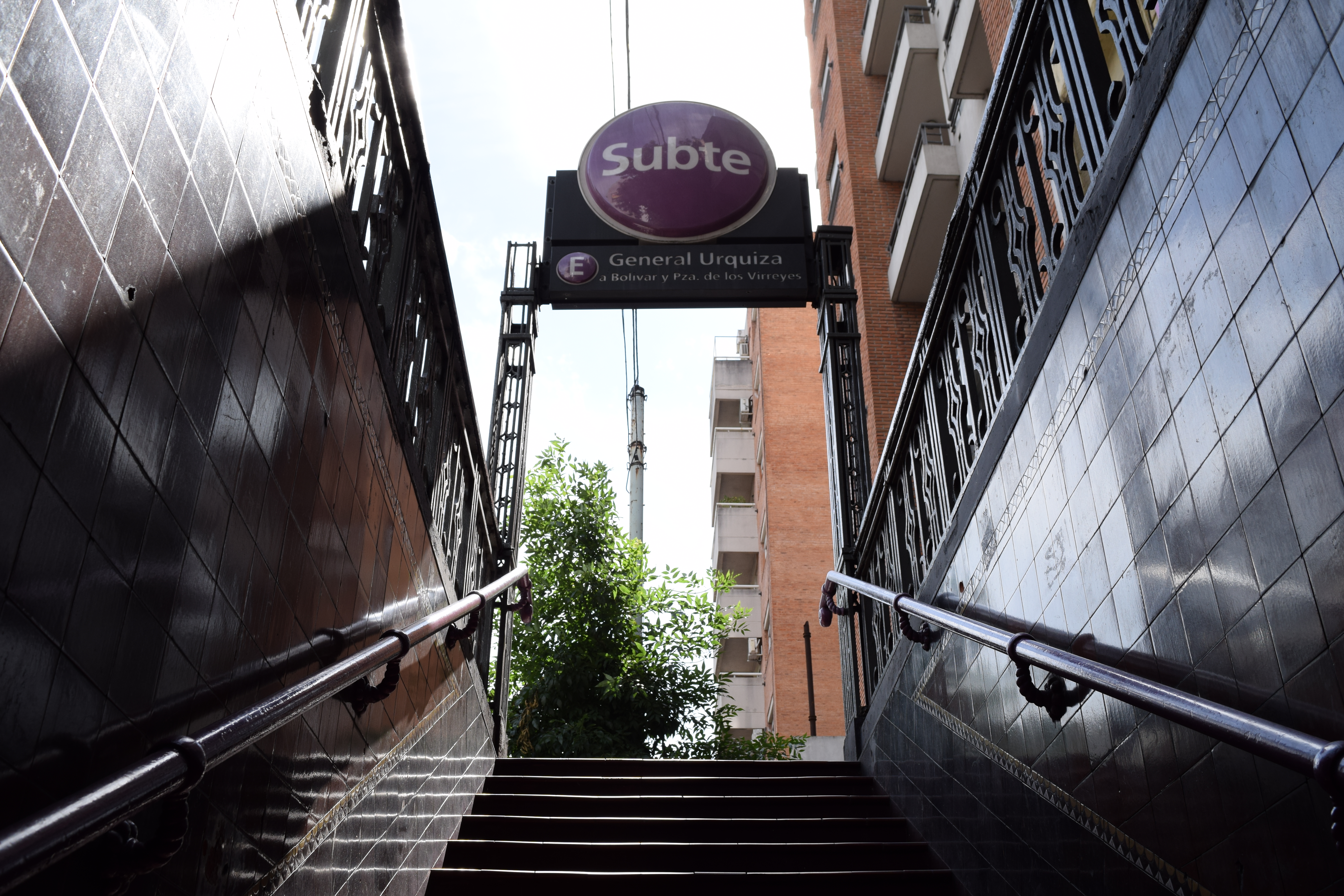
Acceso